# 善光寺 (諏訪市)

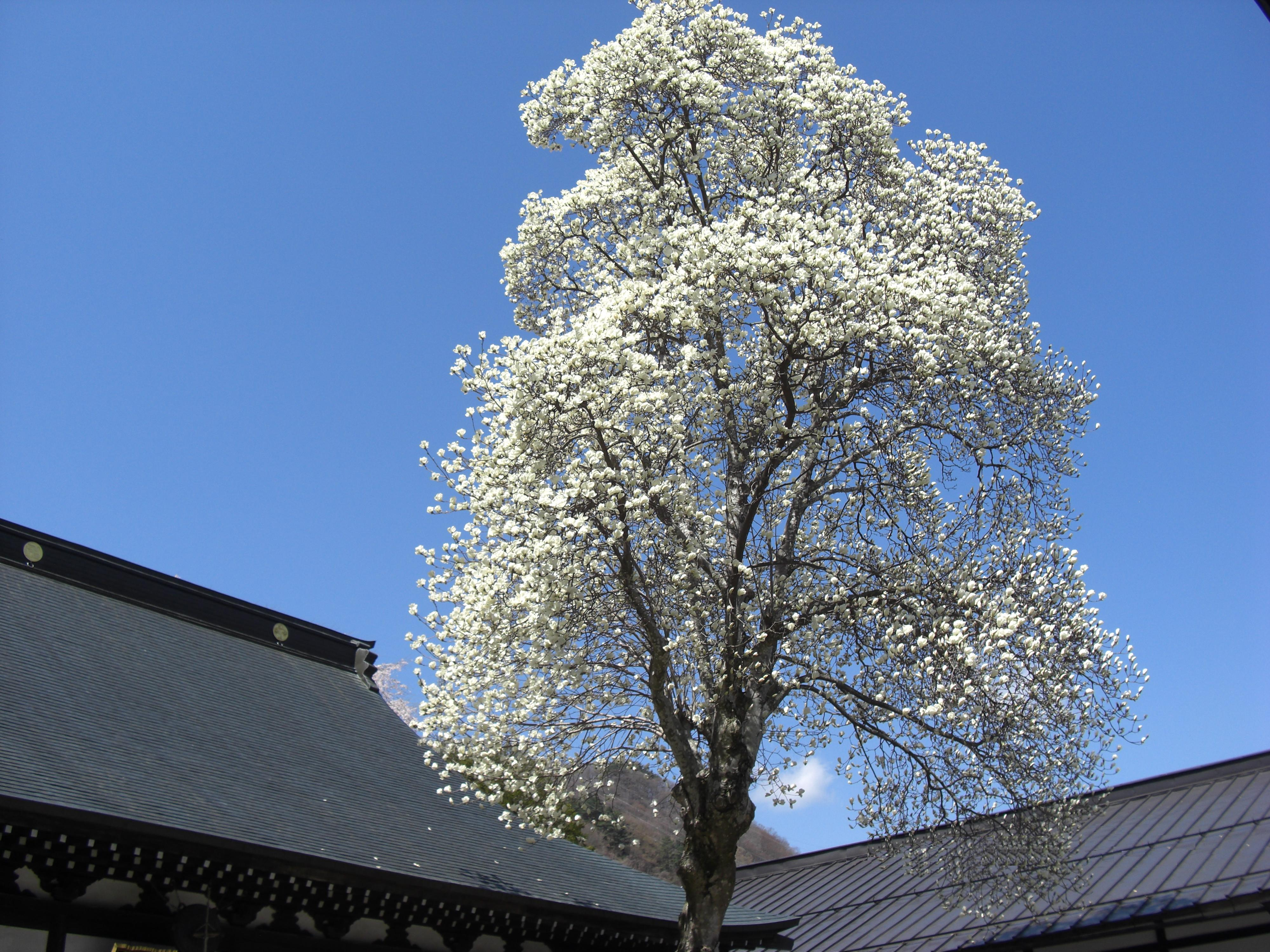
4月のモクレン

善光寺（ぜんこうじ）は長野県諏訪市湖南にある寺院。長野県内には善光寺が3つあり（長野市「善光寺」、飯田市「元善光寺」、諏訪市「善光寺」）その1つ、開基は本田善光。山号は松尾山。宗派は真言宗智山派。

## 沿革
飯田市「元善光寺」から長野市「善光寺」へ本尊が移る途中で7年間、諏訪の地にとどまったと伝えられる。
善光寺参りは長野県内の3つ善光寺を全てをお参りするのが最良とされており、また、北の善光寺（長野市）と向かい合う位置にあり、善光寺参りの後にお参りしなければ片参りだと言われる北向観音が上田市の別所温泉にある。
境内には樹齢200 - 300年程のシダレザクラやモクレンの大木があり、観音堂、瑠璃殿のほか、松尾大明神（三十番神）がまつられている。山の高台にあり山門からは諏訪湖、霧ケ峰、車山、八ヶ岳連峰のパノラマが一望できる。

## 文化財

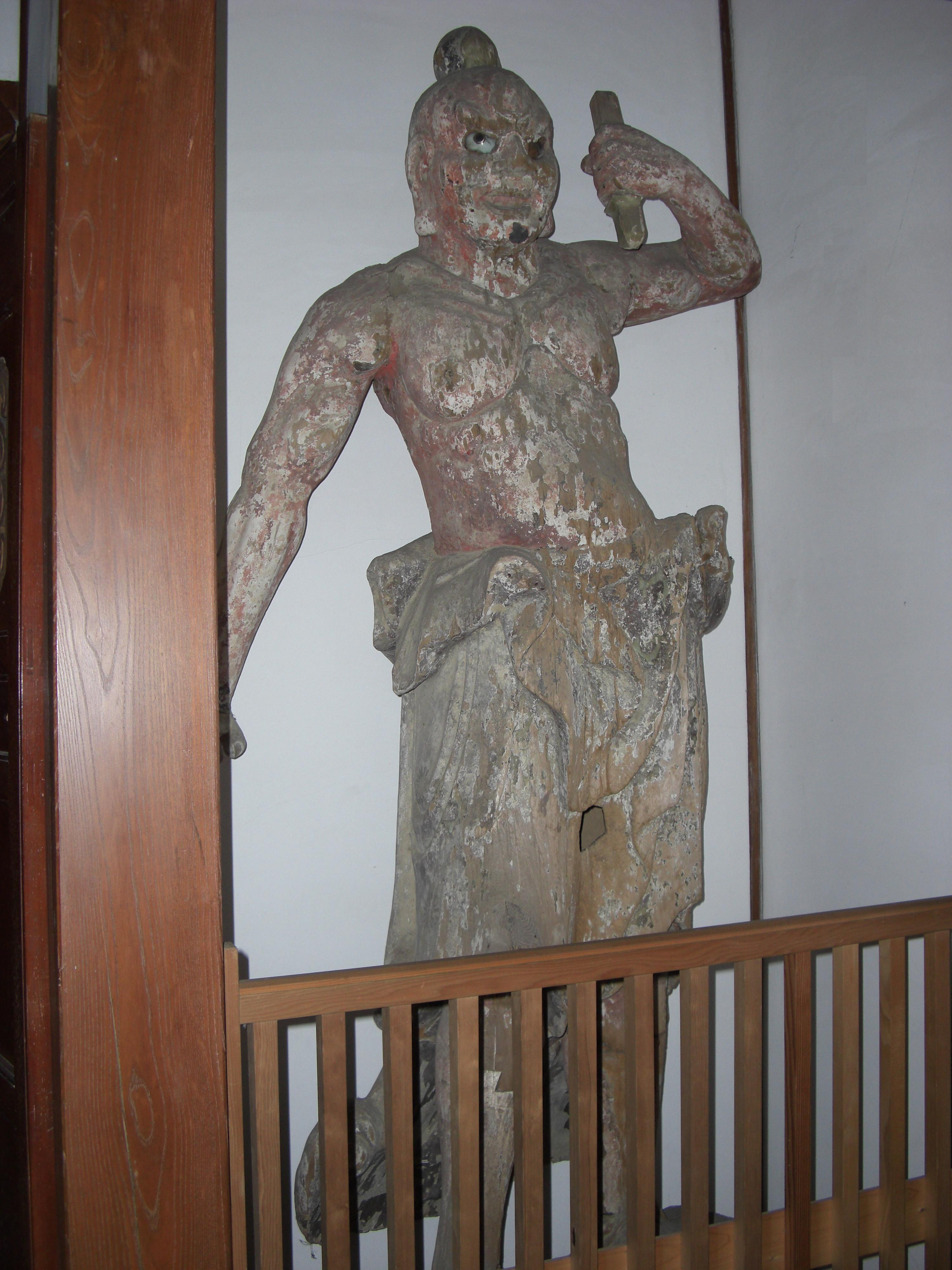
金剛力士像 阿形像
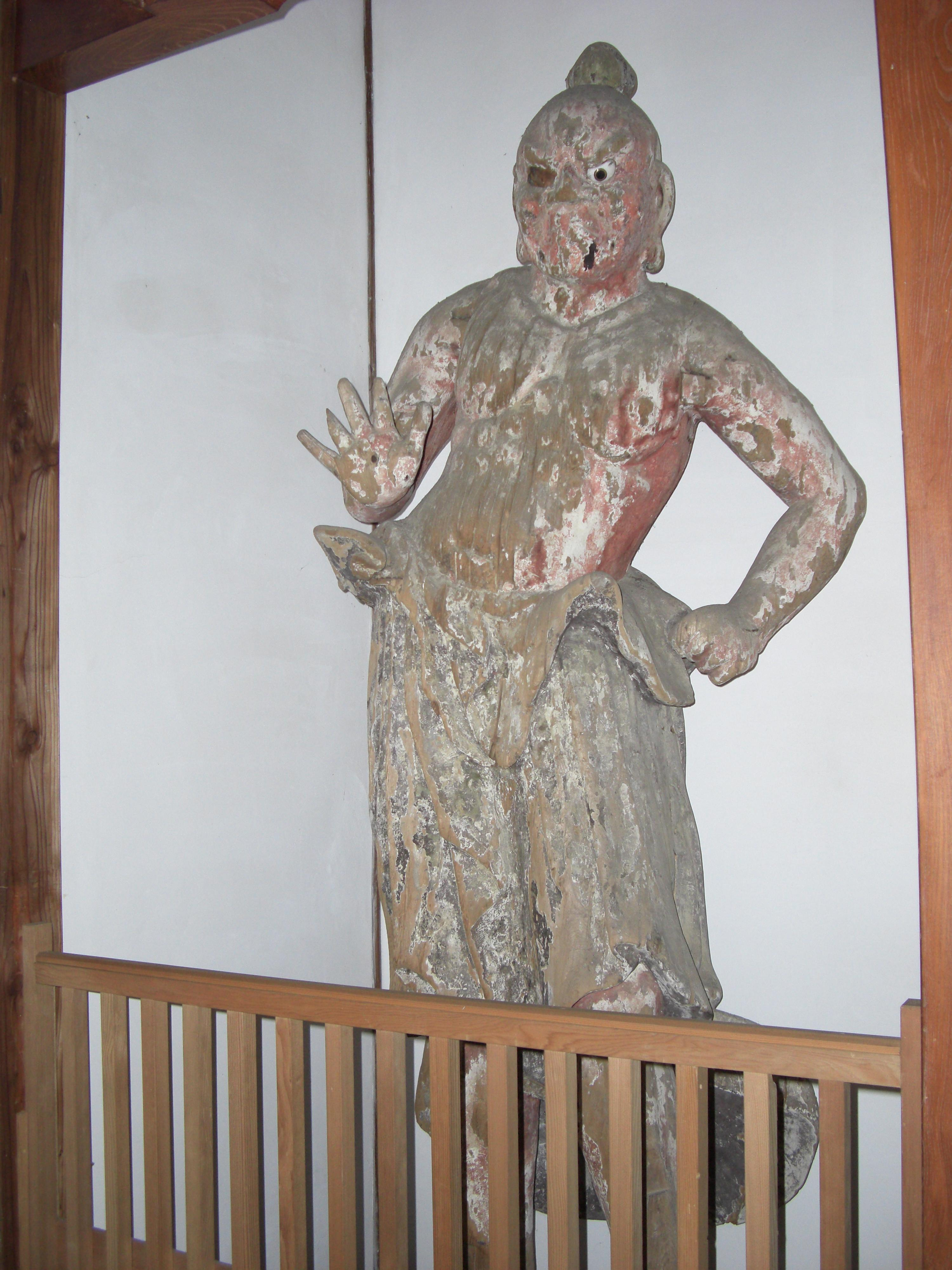
金剛力士像 吽形像

市指定有形文化財（諏訪市）
- 山門 文政9年（1826年）建立
山門は三間一戸の楼門で、文政9年に矢崎九衛門によって建立されたと伝えられる。
- 不動明王立像 鎌倉時代 - 南北朝時代 像高173.9センチメートル 木造 彩色
諏訪大社上社の神宮寺（じんぐうじ）普賢堂[1]に安置されていたといわれ、明治の廃仏毀釈で善光寺に移された。
- 毘沙門天立像 鎌倉時代 - 南北朝時代 像高180.6センチメートル 木造 彩色
諏訪大社上社の神宮寺（じんぐうじ）に伝来されていたといわれ、明治の廃仏毀釈で善光寺に移された。

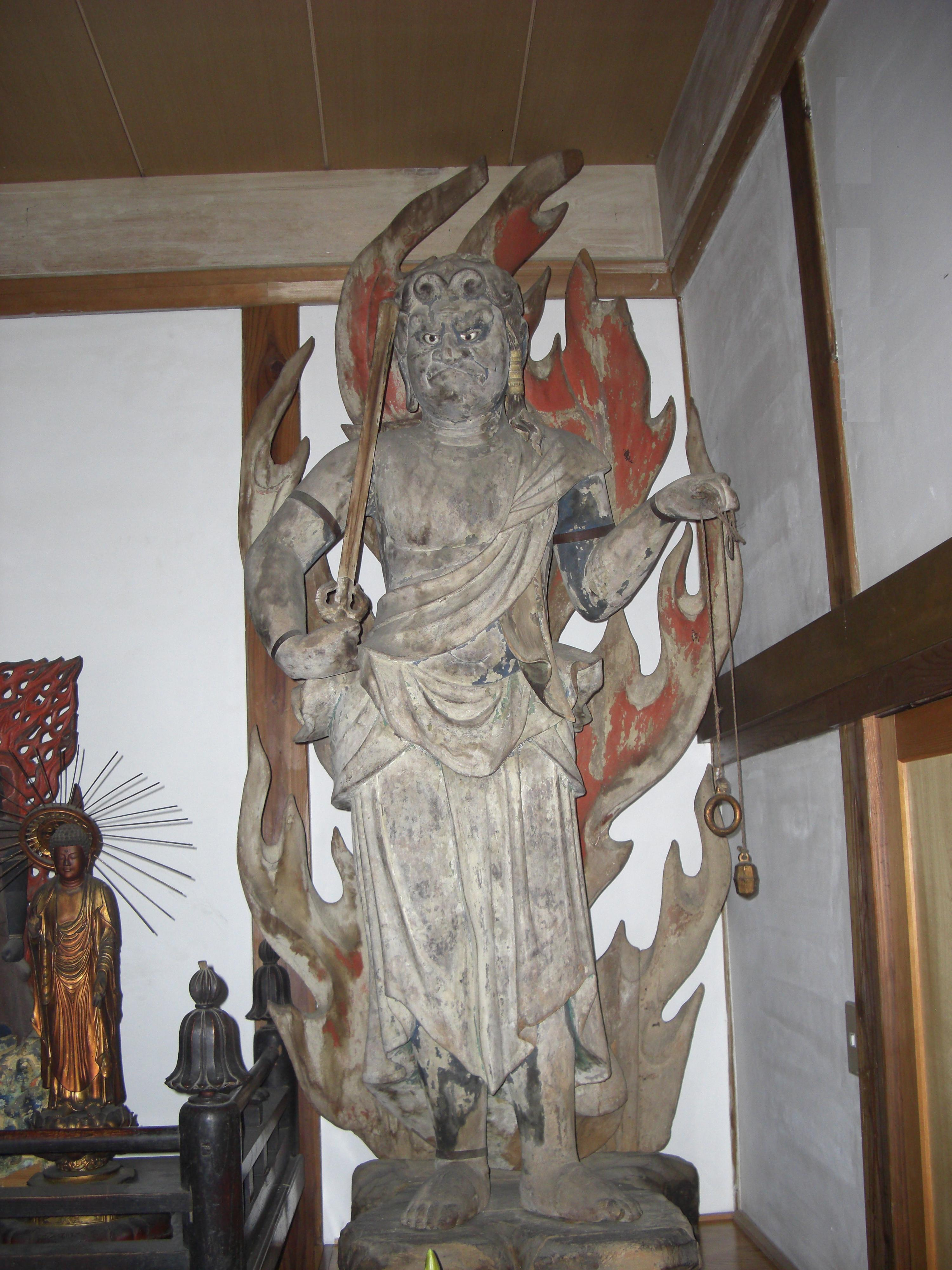
不動明王立像
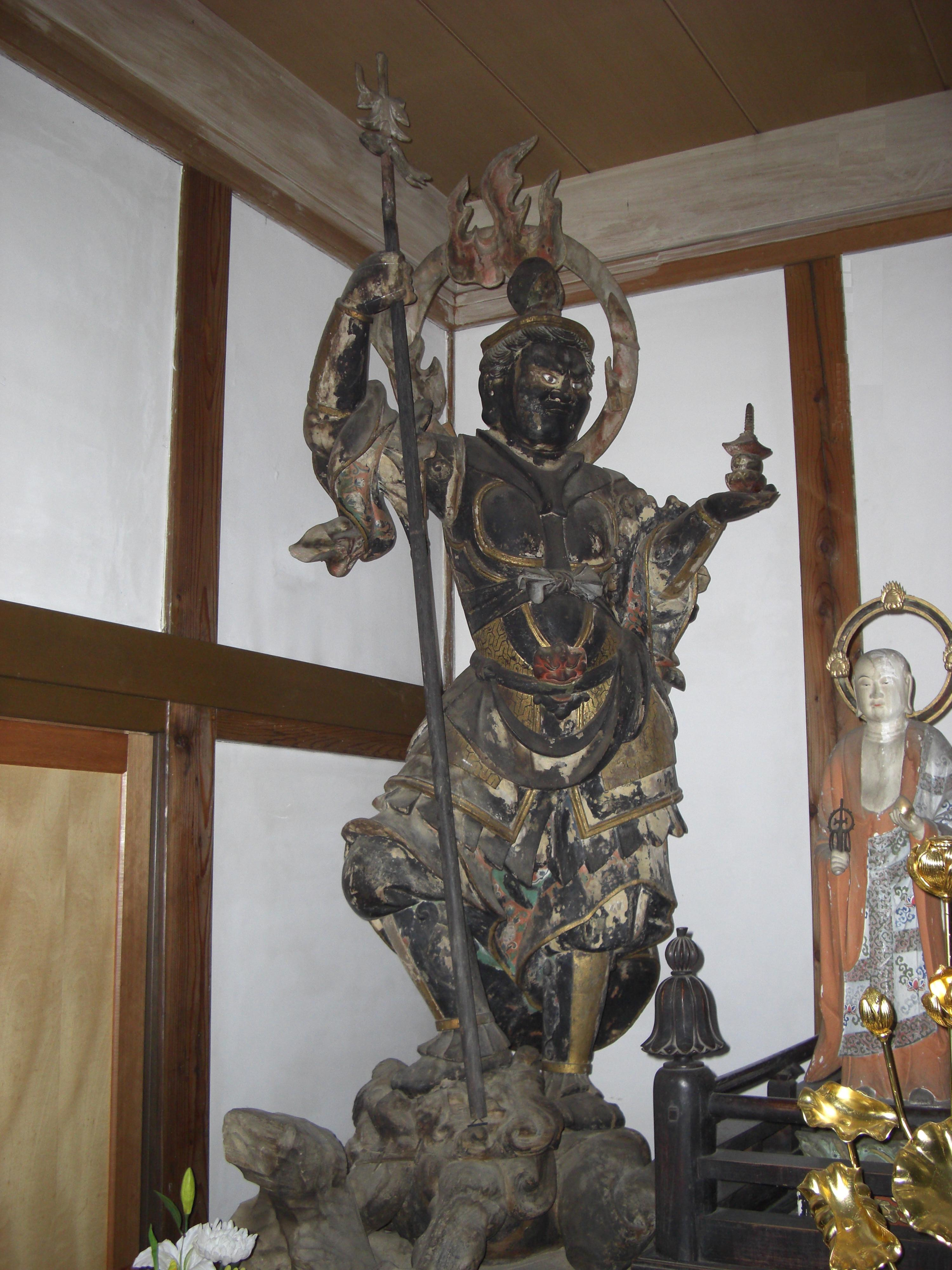
毘沙門天立像

- 金剛力士像 阿形像 吽形像 鎌倉時代 木造
諏訪大社上社の神宮寺（じんぐうじ）に伝来していたが、明治の廃仏毀釈で仁王門が取り壊されたため善光寺開山堂前に移された。

- 金剛力士像 阿形像
- 金剛力士像 吽形像

## アクセス
- JR中央本線・上諏訪駅車20分 諏訪市立湖南小学校、諏訪西中学校の南側